# آدولف اشترومپل
آدولف اشترومپل (آلمانی: Adolf Strümpell؛ ‏ ۲۹ ژوئن ۱۸۵۳ – ۱۰ ژانویهٔ ۱۹۲۵) پزشک آلمانی بالتیکی‌تبار متخصص مغز و اعصاب بود. وی مدرک دکترای پزشکی خود را از دانشگاه لایپزیگ گرفت و در آنجا از شاگردان کارل راینهولد آوگوست ووندرلیش و کارل لودویگ بود. وی از سال ۱۸۸۶ تا ۱۹۰۳ استاد دانشگاه فریدریش-آلکساندر ارلانگن-نورنبرگ بود و پس از آن به تدریس در دانشگاه برسلاو، داشنگاه لایپزیگ و دانشگاه وین پرداخت و در سال ۱۹۱۵ رئیس دانشگاه لایپزیگ شد. وی پژوهش‌های گسترده‌ای بر روی تابس دورسالیس، بیماری‌های طناب نخاعی، فلج اطفال، آکرومگالی و آتروفی عضلانی پیشرونده انجام داد و مقالاتش را به همراه ویلهلم هاینریش ارب در «ژورنال نورولوژی آلمان» منتشر کرد.